# Hillska skolan på Barnängen

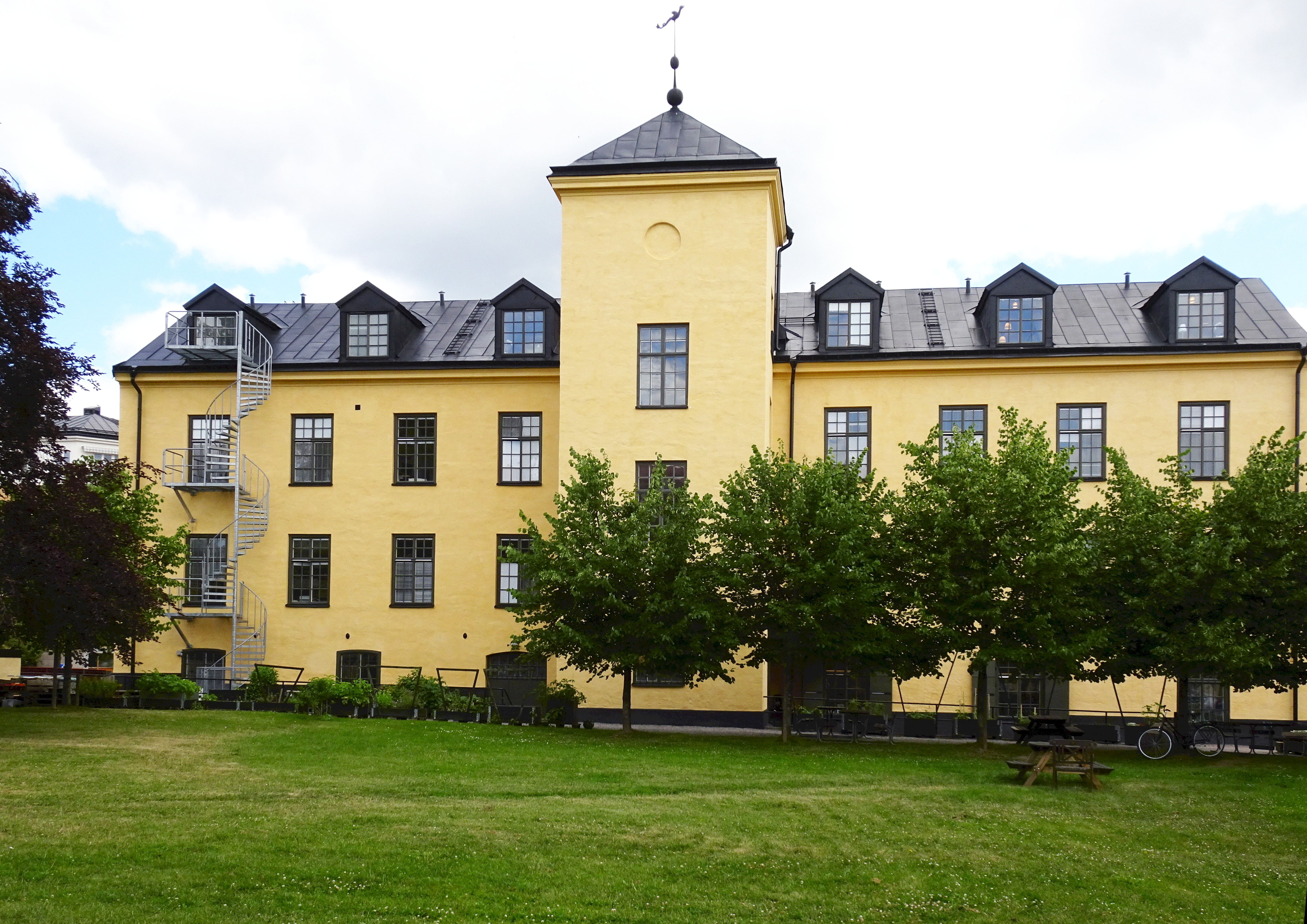
Internatet Hillska skolan, nuvarande Solidaritetshuset, vid Barnängen i Stockholm. (Byggnaden om- och tillbyggd sedan skolan låg där.)

Hillska skolan på Barnängen var en internatskola för pojkar på Södermalm i Stockholm och som var i drift 1830-46. Eleverna var från tidigaste skolåldern till de var mogna för universitetet. 
Bland skolans stiftare märktes David Fredrik Frölich, Johan Jacob Hedrén, Johan Gabriel Richert, Wilhelm Fredrik Tersmeden och Fabian Wrede. Skolan drevs av ett aktiebolag som sköttes av en direktion om tolv personer. Skolan uppkallades efter engelsmannen Rowland Hill och inrättades efter mönster från dennes skola i Hazelwood i Edgbaston som numer är en del av Birmingham. Inom skolan rådde ett omfattande självstyre. Disciplinen handhades av pojkarna själva, och för detta ändamål utsågs bland dem ett stort antal befattningar: custos depositorum, två överprefekter, vardera med två eller flera ordningsmän under sig, sov- och klassprefekter, realprefekt, materialförvaltare och signalgivare. Ämbetena tillsattes antingen av direktionen eller av eleverna genom val, eller så turades de om. 
Studierna bedrevs på så sätt att ett stort ansvar lades på eleven själv. Inom varje ämne var vissa kurser bestämda och lärarens undervisning var främst inledd på att leda eleven att själv söka den information eleven behövde. Efter att eleven läst in sig på ett ämne anmälde han sig till särskild examen för läraren. Om han klarade examen fick han gå vidare till nästa kurs.
Eleverna bodde vid Barnängen, i det som idag benämns Solidaritetshuset, liksom även de flesta lärarna, jämte en läkare. Dessa åt vid samma bord som eleverna, samt deltog med dem på kvällarna i ett sällskapsliv, i vilket även inrättningens husmor och tillfälliga besökare deltog. För övrigt gjorde sig en viss militärisk ordning gällande, till exempel genom att man förflyttade sig genomn att marschera till trumma. Skolan lade stor vikt vid fysisk träning, och gymnastik infördes här långt tidigare än vid statens läroverk. I varje logement hade även en lärare sin plats.
Under Emanuel Björlings rektorat (1831–40) gav den hillska metoden goda resultat på Barnängen, i likhet med förhållandena vid Hazelwood under Hills egen ledning. Efter att Björling lämnat rektorsplatsen uppkom emellertid oordning vid skolan. Detta sänkte allmänhetens förtroende för denna och elevantalet kom därför att sjunka, tills den 1846 fick stängas helt. År 1876 lät forna elever prägla en jetong över minnet av densamma.